# جوزيف ويلسون موريس
جوزيف ويلسون موريس (بالإنجليزية: Joseph Wilson Morris)‏ هو قاضي ومحامي أمريكي، ولد في 28 أبريل 1922 في مقاطعة رايس في الولايات المتحدة.